# Jonathan Vervenne
Jonathan Vervenne (Genk, 27 mei 2003) is een Belgisch wielrenner.

## Carrière
Als tweedejaars junior werd Vervenne derde in het nationale juniorenkampioenschap tijdrijden, achter Cian Uijtdebroeks en Alec Segaert.
In 2022, als eerstejaars belofte, maakte Vervenne de overstap naar Team Elevate p/b Home Solution Soenens. Namens die ploeg werd hij in mei tweede in het nationale kampioenschap tijdrijden voor beloften, achter Segaert. Op het Europese kampioenschap eindigde hij op de vijfde plek in dezelfde categorie. In 2023 won hij, namens de opleidingsploeg van Soudal Quick-Step, de Tour des 100 Communes en het nationale beloftenkampioenschap tijdrijden. In de Ronde van de Aostavallei won hij het bergklassement. In februari 2024 maakte hij deel uit van de selectie die de openingsploegentijdrit in de Ronde van Rwanda won. In mei 2025 werd hij voor de tweede maal in zijn carrière nationaal kampioen tijdrijden bij de beloften. Een maand later won hij de tweede rit in de Ronde van Italië voor beloften. De leiderstrui die hij daaraan overhield raakte hij een dag later kwijt aan zijn landgenoot Jarno Widar. Een maand later werd bekend dat hij vanaf 2026 de overstap naar de hoofdmacht van de ploeg zou maken.

## Overwinningen
2023
Tour des 100 Communes
 Belgisch kampioen tijdrijden, Beloften
Bergklassement Ronde van de Aostavallei
2024
1e etappe Ronde van Rwanda (ploegentijdrit)
2025
 Belgisch kampioen tijdrijden, Beloften
2e etappe Ronde van Italië, Beloften

## Ploegen
- 2022 –  Team Elevate p/b Home Solution Soenens
- 2023 –  Soudal Quick-Step Devo Team
- 2024 –  Soudal Quick-Step Devo Team
- 2025 –  Soudal Quick-Step Devo Team